# 羊くんならキスしてあげる☆
『羊くんならキスしてあげる☆』（ひつじくんならきすしてあげる）は、E☆2にて連載されたイラストノベル中心のメディアミックス作品。

## 概要
E☆2にて連載された主要な企画の一つ。
ある富豪の家に仕える高校生の執事である主人公の少年とヒロインの家の小学生の娘が親不在の中で生活の糧を得るため、屋敷を下宿にし、そこに集まる様々な女性の個性ある同居人達（他のヒロイン達）との日常の様子を綴る物語。漫画作品はVol.3からVol.16まで連載され、Vol.7までは青桐静が作画を担当、Vol.9からは藤井理乃が作画を担当した。イラスト作品はVol.13で完結した。2007年4月26日に創設された「プレイングドラマ」第1弾としてゲーム化され、限定キャラクターが1人追加された。2009年3月31日にプレイングドラマが終了し、閉鎖された。サイバーフロントよりPlayStation Portable（PSP）のゲーム版が2009年3月19日に発売された。

## スタッフ
- キャラクターデザイン・原画：天広直人
- シナリオ：野村美月
- 漫画：青桐静（Vol.3 - Vol.7）・藤井理乃（Vol.9 - Vol.16）

## ストーリー
郊外の屋敷に住む永原羊と宝条一姫。彼らが屋敷で2人で住んでいる理由は一姫の母が突然出かけて戻らないのと一姫の父が遺跡発掘で出かけて失踪したからであった。それ以降、家の使用人が
次々とやめていき、羊だけが残る。所持金が少なくなり、困窮する宝条家の家計。一計を案じた彼らはまず、一姫をアイドルのオーディションに受けさせるがその内気な性格故失敗。次に彼らが考えたのは屋敷を下宿にして下宿人を募ることだった。そして、屋敷には知念渚、麻生小鳩、神凪ソアラ（空良）、佐伯透花といった下宿人が現れ暮らし始める。

## 登場人物
※各登場人物の声優は、プレイングドラマ、ゲーム版及びドラマCDのもの。 
永原羊（ながはら　ひつじ）　声：榎本温子（PSP版はなし）
15歳。宝条家の執事。公立高校1年。区立桜森高校の生徒。非常に器用で家事全般が得意。一姫のことを「お嬢」と呼ぶ。何よりも一姫のことを優先する。7歳の時に一姫の母親に一姫を押し付けられる。12歳の時に父親が事故死している。
宝条一姫（ほうじょう　かづき）　声：落合祐里香
7歳。宝条家の一人娘。私立女子校小学2年。聖ミモザ女学院初等部の生徒。無口で内気で人見知りが激しい。不器用な努力家。羊のことを「ひーくん」と呼ぶ。ヤキモチ焼き。6歳の時に父親が遺跡発掘で出かけて失踪している。
知念渚（ちねん　なぎさ）　　声：中原麻衣
羊の同級生。区立桜森高校の生徒。強気な少女。女優を目指している。学校では三つ編みで眼鏡をしている。田舎の家族のために上京しているが、勤めるプロダクションの倒産などの不幸に遭い、現在はドラマなどの出演でも専ら脇役かエキストラが多い。
麻生小鳩（あそう　こばと）　声：新谷良子
15歳。気弱で動揺しやすい性格。美人女優の母と世界的演出家の父の間の娘。「七光り×七光りの四十九光り」と呼ばれる。両親に無理矢理アイドルにされるが、自分は向いていないと自覚するため、やめたがっている。
神凪ソアラ〈空良〉（かんなぎ　ソアラ）　声：千葉紗子
テレビで有名な人気占い師。しかし、占いの的中率はゼロ。物腰柔らかだが、茶目っ気がある。登場人物の中で唯一の大人。普段の行動でも謎が多い。本名は「神凪空良」。
佐伯透花（さえき　とうか）　　声：名塚佳織
無口で人当たりが冷たい少女。聖ミモザ女学院高等部の生徒。ある占いをソアラに頼んだ縁で下宿人のメンバーとなる。世界各地に異父・異母兄弟がいる。他の下宿人とはあまり積極的に接したりしない。

### プレイングドラマ版のみ追加されたキャラクター
茉莉栖（まりす）　声：大原さやか
宝条家の玄関に置いてあったダンボール箱の中にいた女性。その後、屋敷のメイドとして働くことになる。記憶喪失であり、名前以外の素性が分からない。

## プレイングドラマ版
インターネット環境があれば、専用のメディア・プレイヤーをダウンロードするだけでプレイできるパソコン用ゲーム。読み込みに時間がかかるため、動作が遅い欠点がある。全12話配信。無料会員のログインユーザーは体験版をプレイできる。プレイするにはBBコインにより1話ごと購入する必要がある。2009年3月31日にプレイングドラマが終了し、閉鎖。
1. メイドさんは記憶喪失!?
2. はじめてのお手伝い
3. 大掃除で大騒ぎ!?
4. 羊が下着ドロボウ?
5. ちょっぴりダイタン?みんなで温泉旅行★
6. ずっと続くはずだった幸せ
7. この気持ちは曲げられないっ!
8. 絆が届けてくれた手紙
9. 大きくなったらなんになる?
10. 占い師のナイショ話
11. 茉莉栖さんのひみつ
12. さようなら。ありがとう（最終話）